# لوکاس آلاریو
لوکاس نیکولاس آلاریو (اسپانیایی: Lucas Nicolás Alario‎؛ زادهٔ ۸ اکتبر ۱۹۹۲) بازیکن فوتبال اهل آرژانتین است.

## باشگاهی
از باشگاه‌هایی که در آن بازی کرده‌است می‌توان به ریور پلاته و بایر لورکوزن اشاره کرد.

## تیم ملی
وی همچنین در تیم ملی فوتبال آرژانتین بازی کرده‌است.